# Frédéric Kibassa Maliba
Frédéric Kibassa Maliba, né à Élisabethville (aujourd'hui Lubumbashi) le 28 décembre 1939 et mort à Bruxelles en Belgique le 5 avril 2003, est un homme d'État congolais,.

## Biographie
Il est le père d’Augustin Kibassa Maliba, devenu ministre des PT-NTIC de la RDC.